# Мітчеллвілл (Айова)
Мітчеллвілл (англ. Mitchellville) — місто (англ. city) в США, в округах Полк і Джеспер штату Айова. Населення — 2485 осіб (2020).

## Географія
Мітчеллвілл розташований за координатами 41°40′5″ пн. ш. 93°21′50″ зх. д. / 41.66806° пн. ш. 93.36389° зх. д. (41.668118, -93.363945).  За даними Бюро перепису населення США в 2010 році місто мало площу 6,06 км², з яких 6,05 км² — суходіл та 0,02 км² — водойми.

## Демографія
Згідно з переписом 2010 року, у місті мешкали 2254 особи в 651 домогосподарстві у складі 430 родин. Густота населення становила 372 особи/км².  Було 693 помешкання (114/км²).
Расовий склад населення:
| - 91,7 % — білих - 5,8 % — чорних або афроамериканців - 0,8 % — корінних американців - 0,5 % — азіатів |

До двох чи більше рас належало 1,0 %. Частка іспаномовних становила 2,4 % від усіх жителів.
За віковим діапазоном населення розподілялося таким чином: 20,4 % — особи молодші 18 років, 69,4 % — особи у віці 18—64 років, 10,2 % — особи у віці 65 років та старші. Медіана віку мешканця становила 37,2 року. На 100 осіб жіночої статі у місті припадало 57,4 чоловіків;  на 100 жінок у віці від 18 років та старших — 48,5 чоловіків також старших 18 років.
Середній дохід на одне домашнє господарство  становив 64 098 доларів США (медіана — 54 107), а середній дохід на одну сім'ю — 71 866 доларів (медіана — 60 385). За межею бідності перебувало 10,6 % осіб, у тому числі 16,1 % дітей у віці до 18 років та 0,0 % осіб у віці 65 років та старших.
Цивільне працевлаштоване населення становило 829 осіб. Основні галузі зайнятості: освіта, охорона здоров'я та соціальна допомога — 21,2 %, роздрібна торгівля — 13,8 %, будівництво — 10,1 %, виробництво — 9,5 %.